# Hayato Nakamura
Hayato Nakamura (中村 隼 Nakamura Hayato?, nacido el 18 de noviembre de 1991 en Saitama) es un exfutbolista japonés. Jugaba de guardameta y su último club fue el Montedio Yamagata de Japón.

## Trayectoria

### Clubes
| Club              | País  | Año         |
| ----------------- | ----- | ----------- |
| Montedio Yamagata | Japón | 2010 - 2016 |
| V-Varen Nagasaki  | Japón | 2014        |

## Estadística de carrera

### J. League
| Club              | Año   | J. League | J. League | Copa J. League | Copa J. League | Total | Total |
| Club              | Año   | Part.     | Goles     | Part.          | Goles          | Part. | Goles |
| ----------------- | ----- | --------- | --------- | -------------- | -------------- | ----- | ----- |
| Montedio Yamagata | 2010  | 0         | 0         | 0              | 0              | 0     | 0     |
| Montedio Yamagata | 2011  | 0         | 0         | 0              | 0              | 0     | 0     |
| Montedio Yamagata | 2012  | 0         | 0         | -              | -              | 0     | 0     |
| Montedio Yamagata | 2013  | 0         | 0         | -              | -              | 0     | 0     |
| V-Varen Nagasaki  | 2014  | 7         | 0         | -              | -              | 7     | 0     |
| Montedio Yamagata | 2015  | 0         | 0         | 0              | 0              | 0     | 0     |
| Montedio Yamagata | 2016  | 0         | 0         | -              | -              | 0     | 0     |
| Total             | Total | 7         | 0         | 0              | 0              | 7     | 0     |